# Opfer der Leidenschaft (1917)
Opfer der Leidenschaft ist ein deutsches Stummfilm-Melodram aus dem Jahre 1917 von Hans Oberländer mit Guido Herzfeld und Ressel Orla in den Hauptrollen.

## Handlung
Um ihre kranke Mutter versorgt zu wissen, hat die junge Edith den sehr viel älteren Max Leander geheiratet. Der erweist sich rasch als Despot und quält Edith unablässig mit seiner Eifersucht. Mit dem Tode ihrer Mutter sieht Edith keinen Grund mehr, auch nur einen Tag länger an der Seite ihres verhassten Gatten zu bleiben. In dem Bergwerksbesitzer Frank findet sie eine neue Liebe. Frank finanziert der talentierten Edith sogar die Ausbildung zu einer professionellen Sängerin. Doch der alte Leander will seine Frau nicht gehen lassen und lässt sich in Franks Bergwerk als Ingenieur einstellen, um seine Frau weiterhin beobachten zu können.
Eines Tages kommt Edith zu Besuch, um mit Frank in den Stollen einzufahren. Beide werden dabei von Leander beobachtet. Er zündet Dynamitstangen, um das Liebespaar zu ermorden. Doch die Explosion trifft ihn selbst, und Leander gilt als verschollen. Doch der bösartige Gatte wird gerettet. Er entführt daraufhin Edith und sperrt sie hinter Gittern in ein abgeriegeltes Haus. Frank setzt Himmel und Hölle in Bewegung, um Edith aufzuspüren. Als er sie im Haus ausmacht, brennt dieses bereits lichterloh. Frank gelingt es, Edith zu befreien, während der schurkische Max Leander den Flammentod stirbt.

## Produktionsnotizen
Opfer der Leidenschaft passierte die Zensur 1917 und wurde noch im selben Jahr uraufgeführt. Die Länge des Vierakters betrug 1405 Meter.

## Kritik
In Wiens Neue Kino-Rundschau heißt es: „Die sehr wirkungsvoll durchgeführte, sich stetig steigernde Handlung führt durch manche Fahrnisse hindurch zu einem glücklichen Ende. (…) Die Darstellung war sehr gut, besonders Resl Orla und Guido Herzfeld boten ihr Bestes. Inszenierung und Fotografie sind ebenfalls sehr zu loben.“